# Anansi Boys (serie de televisión)
Anansi Boys es una próxima miniserie de televisión de fantasía británica basada en la novela del mismo nombre de Neil Gaiman, que sigue a los dos hijos del dios araña Anansi. La serie se lanzará en Amazon Prime Video.

## Reparto
- Malachi Kirby como Charlie Nancy / Araña
- Delroy Lindo como el Sr.Nancy
- Amarah-Jae St. Aubyn como Rosie Noah
- Grace Saif como Daisy Day
- CCH Pounder como la Sra. Higgler
- Fiona Shaw como Maeve Livingstone
- Jason Watkins como Grahame Coats
- L. Scott Caldwell como la Sra. Dunwiddy
- Joy Richardson como la Sra. Bustamonte
- Lachele Carl como Miss Noles
- Whoopi Goldberg como Mujer Pájaro
- Hakeem Kae-Kazim como Tigre
- Emmanuel Ighodaro como León
- Cecilia Noble como Elefante
- Ayanna Witter-Johnson como Serpiente
- Don Gilet como Mono
- Yvonne Mai como Kayla

## Producción

### Desarrollo
En 2014, se informó que se estaba preparando una miniserie de televisión de la BBC sobre Anansi Boys. Iba a ser realizada por Red Production Company con Gaiman como productor ejecutivo. El proyecto no llegó a buen término y, en cambio, elementos del mismo se incorporaron a la adaptación de Starz de American Gods.
En mayo de 2020, se informó que Endor Productions estaba desarrollando una adaptación en forma de miniserie para Amazon Prime Video. Es una historia independiente y no un derivado de American Gods. En julio de 2021, se anunció que Amazon le había dado a la producción un pedido de serie de 6 episodios. Al proyecto se adjuntan Amazon Studios, The Black Corporation y Endor Productions; Red Production Company se quedó para coproducir también.
Gaiman y Douglas Mackinnon son los co-showrunners y productores ejecutivos de la serie. Gaiman está escribiendo la serie junto con Lenny Henry del audiolibro, quien también es productor ejecutivo. Arvind Ethan David, Kara Smith y Racheal Ofori completan la sala de escritores. Otros productores ejecutivos incluyen a Hanelle Culpepper, Hilary Bevan Jones de Endor y Richard Fee de Red.